# Boris Berce
Boris Berce, slovenski geolog, * 18. januar 1925, Ljubljana, † 7. september 1997, Ljubljana.

## Življenje in delo[2]
- Po okupaciji Jugoslavije je bil zaprt. Z narodnoosvobodilno borbo je začel sodelovati 1942 in bil po koncu vojne do 1947 v Jugoslovanski ljudski armadi. Diplomiral je 1950 na beograjski Tehniški fakulteti. Leta 1957 je doktoriral iz tehniških znanosti na Rudarsko-geološki fakulteti v Beogradu. Strokovno se je izpopolnjeval v Nemčiji, Sovjetski zvezi in Združenih državah Amerike. V letih 1950−1979 je bil kot geolog zaposlen na Geološkem zavodu Slovenije v Ljubljani. Od 1960-1966 je bil tudi predavatelj na zagrebški Naravoslovno-matematični fakulteti. V letih 1966−1972 je bil direktor več projektov pri Organizaciji združenih narodov, po 1979 pa je delal pri ekonomski komisiji OZN za Afriko v Adis Abebi kot višji tehnični svetovalec za lokalne projekte. V domači in tuji strokovni literaturi je objavil preko 150 strokovnih poročil in razprav. S svojim delom je dodal pomemben prispevek k razvoju raziskovalneha koncepta metod in postopkov pri ocenjevanju rudišč na Slovenskem in v svetu.[3]

Diplomiral je 1950 na beograjski Tehniški fakulteti. Leta 1957 je doktoriral iz tehniških znanosti na Rudarsko-geološki fakulteti v Beogradu. Strokovno se je izpopolnjeval v Nemčiji, Sovjetski zvezi in Združenih državah Amerike. V letih 1950−1979 je bil kot geolog zaposlen na Geološkem zavodu Slovenije v Ljubljani. Od 1960-1966 je bil tudi predavatelj na zagrebški Naravoslovno-matematični fakulteti. V letih 1966−1972 je bil direktor več projektov pri Organizaciji združenih narodov, po 1979 pa je delal pri ekonomski komisiji OZN za Afriko v Adis Abebi kot višji tehnični svetovalec za lokalne projekte. V domači in tuji strokovni literaturi je objavil preko 150 strokovnih poročil in razprav. S svojim delom je dodal pomemben prispevek k razvoju raziskovalneha koncepta metod in postopkov pri ocenjevanju rudišč na Slovenskem in v svetu.